# Park Zamkowy w Olsztynie
Park Zamkowy – jeden z największych olsztyńskich parków. Znajduje się na Starym Mieście nad rzeką Łyną u podnóży Zamku Kapituły Warmińskiej.
W parku znajdują się m.in. dwie fontanny zwane popularnie przez Olsztynian „Rybą” i „Żurawiem” oraz wodospad zwany potocznie „Niagarą”. W parku znajduje się również głaz poświęcony czci Sewerynowi Pieniężnemu.
W 2017 roku ustanowiono pomnikami przyrody 4 buki zwyczajne odmiany purpurowej rosnące na terenie parku. drzewa posiadają obwody od 227 do 300 cm.

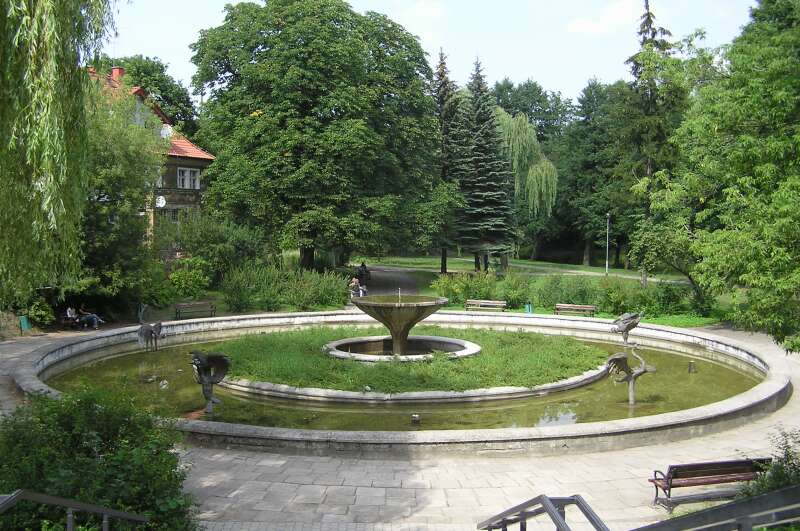
Fontanna z żurawiami
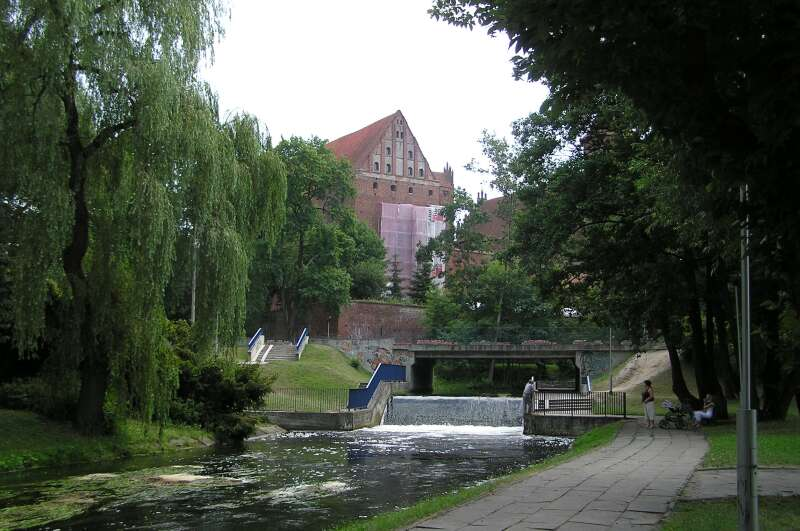
„Wodospad Niagara” na Łynie (w tle Zamek Kapituły Warmińskiej)
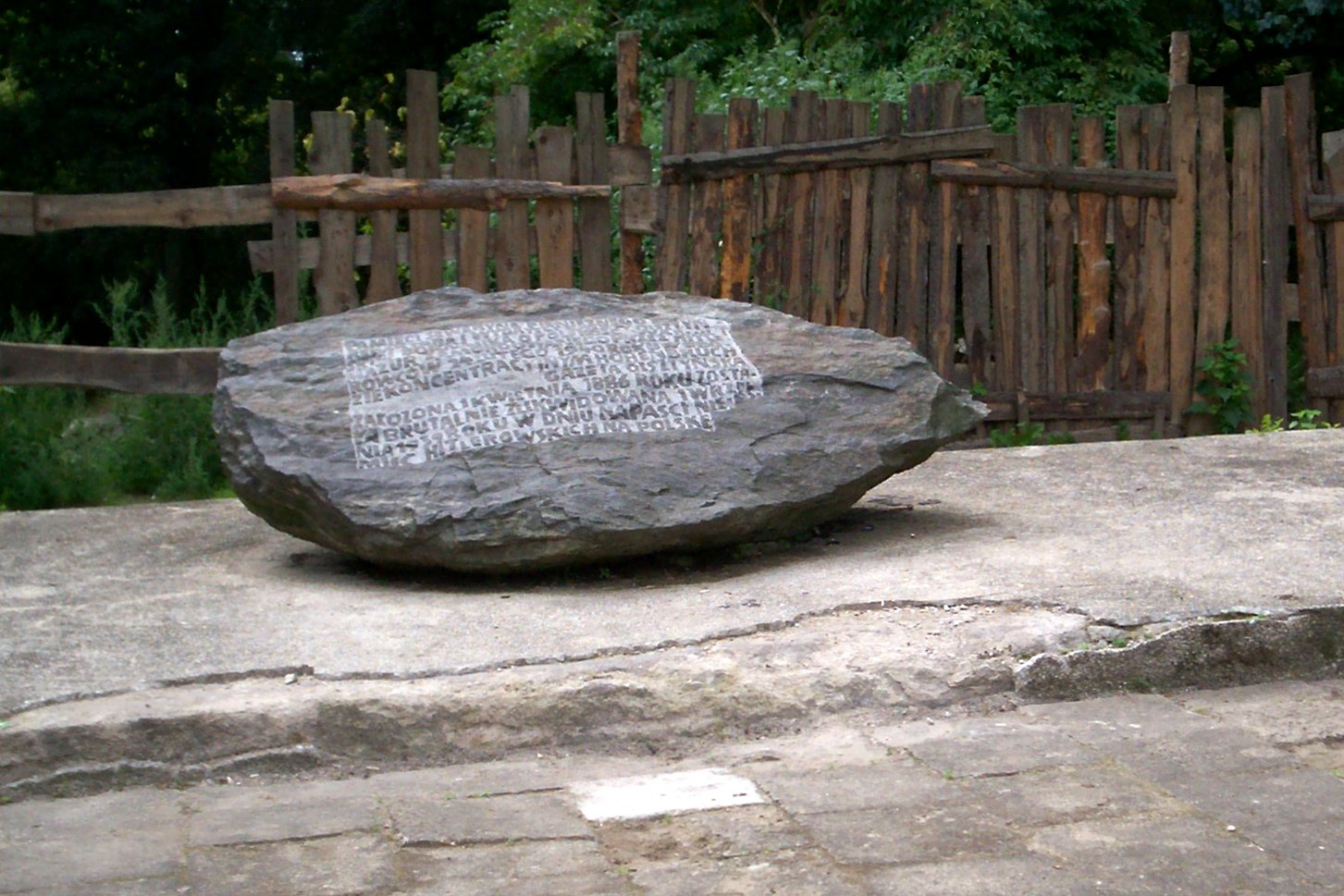
Kamień pamiątkowy poświęcony Sewerynowi Pieniężnemu